# Xuanzhou
Xuanzhou är ett stadsdistrikt och säte för stadsfullmäktige i staden Xuancheng i provinsen Anhui i östra Kina.

## Administrativ indelning
Xuanzhou är indelat i nio stadsdelsdistrikt, 13 köpingar och fyra socknar.
Stadsdelsdistrikt (jiedao):

- Aofeng (鳌峰街道)
- Chengjiang (澄江街道)
- Feicai (飞彩街道)
- Jichuan (济川街道)
- Jinba (金坝街道)
- Jingtingshan (敬亭山街道)
- Shuangqiao (双桥街道)
- Xiangyang (向阳街道)
- Xilin (西林街道)

Köpingar (zhen):

- Guquan (古泉镇)
- Hanting (寒亭镇)
- Honglin (洪林镇)
- Liqiao (狸桥镇)
- Shencun (沈村镇)
- Shuidong (水东镇)
- Shuiyang (水阳镇)
- Sunbu (孙埠镇)
- Wenchang (文昌镇)
- Xikou (溪口镇)
- Xintian (新田镇)
- Yangliu (杨柳镇)
- Zhouwang (周王镇)

Socknar (xiang):

- Huangdu (黄渡乡)
- Wuxing (五星乡)
- Yangxian (养贤乡)
- Zhuqiao (朱桥乡)